# Johann Conrad von Bentheim
Johann Conrad von Bentheim (* 1685, getauft am 24. Juli 1685 in Nassau (Lahn); † 1738) war ein deutscher Hofbeamter.

## Leben
Bentheim wurde am 24. Juli 1685 in Nassau getauft. Er war Hof- und Regierungsrat des Markgrafen Karl zu Brandenburg-Schwedt und Rat des Johanniterordens.
Bentheim schrieb seine Autobiographie, was zu seiner Zeit noch ungewöhnlich war und deshalb auch heute noch Beachtung findet.
Die Leichenpredigt hielt im Jahr 1738 Johann Hermann Gronau, damals evangelisch-reformierter Prediger in der Jerusalemkirche zu Berlin, zuvor bis 1732 Hofprediger der Markgräfin Philipp.